# ISPConfig
ISPConfig — бесплатная панель управления хостингом с открытым исходным кодом для операционной системы Linux. Распространяется по лицензии BSD.

## Описание
ISPConfig позволяет администратору сервера настраивать новые веб-сайты, аккаунты электронной почты, записи DNS, создавать базы данных MySQL, аккаунты FTP, задачи cron и многое другое через веб-интерфейс. Панель управления даёт возможность управлять одним или несколькими серверами, а также зеркальными кластерами через единый интерфейс вне зависимости от того реальная это машина или виртуальная.
Имеется четыре уровня доступа к панели управления:
- Администратор;
- Реселлер;
- Пользователь;
- Почтовый аккаунт.

ISPConfig переведён на 25 языков, среди которых:
- Русский;
- Английский;
- Немецкий;
- Французский;
- Испанский;
- Итальянский;
- Португальский;
- Чешский;
- И многие другие.

Поддерживаемые дистрибутивы Linux:
- Debian 9 - 11 и тестовые сборки (рекомендуются к использованию);
- Ubuntu 16.04 - 20.04 (рекомендуются к использованию);
- CentOS 7 - 8.

Поддерживаемые сервисы:
- HTTP: Apache и Nginx;
- SMTP: Postfix;
- POP3/IMAP: Dovecot;
- FTP: PureFTPd;
- DNS: BIND, PowerDNS;
- База данных: MySQL, MariaDB.

В наличии поддержка работы по протоколу IPv6.